# ДЭУ-196
ДЭ́У-196 (Доро́жно-эксплуатацио́нное управле́ние) — село в Уссурийском городском округе Приморского края. Входит в состав Борисовской территории. Основано в 1937 году. 

## География
Село расположено к северу от безымянной сопки, у её подножия. Село находится в 1 км от села Борисовка. Ближайший город — Уссурийск в 9 км к востоку.
Климат
Климат села умеренный муссонный с холодной зимой и тёплым, но влажным летом. ДЭУ-196 расположен в зоне листопадных лесов.

## Население
| 2002 | 2010 |
| ---- | ---- |
| 40   | ↗52  |

## Улицы
В селе имеются три улицы: Дачная, Дорожная и Раздольная. 